# Ben Sahar
Ben Sahar (hebreu: בן שהר) (Holon, 1989) és un jugador de futbol polonès-israelià que juga com a davanter al Hapoel Tel Aviv.

## Carrera esportiva
Sahar és considerat un dels majors talents futbolístics d'Israel. És conegut en el país jueu com a "Ha'Yeled" o "The Kid" a causa de la seva curta edat. Va cridar l'atenció dels cercatalents del Chelsea FC en una trobada sub-16 que enfrontava Israel contra Irlanda. Des de llavors va ser un fix en les categories inferiors de la selecció fins a debutar amb la selecció amb tan sols 17 anys. Abans de fitxar pel Chelsea, Sahar va jugar en el Hapoel Tel Aviv on va tardar una mica més del previst en debutar amb el primer equip atès que el seu traspàs es va retardar. Va ser l'exjugador (participant en el Mundial de 1970 amb Israel) i ara entrenador Itzhak Shum qui li va donar l'oportunitat al jove Sahar.
Va fitxar pel Chelsea FC el maig del 2006 procedent del Hapoel Tel Aviv FC per £320,000, passant prèviament dos mesos de prova a Stamford Bridge.
José Mourinho el va convocar per primera vegada un 6 de gener de 2007, en un partit de la FA Cup davant el Macclesfield Town, va debutar en aquell mateix partit substituint Salomon Kalou en el minut 76. Una setmana després, el 13 de gener, debutà a la Premier League davant del Wigan Athletic substituint Arjen Robben en el minut 82.
El juny del 2008 va ser cedit al Portsmouth FC, on va estar només un semestre, fins que el 2 de gener de 2009 és cedit al De Graafschap d'Països Baixos. Retornà al Chelsea el juny de 2009. Aquell mateix mes va ser contractat pel RCD Espanyol, qui va pagar al club anglès 1 milió d'euros.

## Selecció nacional
El 7 d'octubre de 2006, Ben Sahar va debutar amb èxit en la sub-21 en el playoff de classificació per a l'europeu de 2007. Davant hi havia França, però Israel va arrancar un valuós 1-1, amb gol de Sahar. En la tornada Israel va vèncer el combinat francès per 1-0 i va aconseguir tan sonada classificació.
L'evolució de Ben Sahar semblava no tenir límits, i el seu debut amb la selecció absoluta no es va fer esperar. El 7 de febrer de 2007 amb 17 anys va esdevenir el futbolista més jove en debutar amb la selecció absoluta israeliana en un amistós davant Ucraïna. El seu debut en competició oficial va ser un mes i mig després, en l'encontre de classificació per a l'Eurocopa de 2008 en un transcendental partit davant Anglaterra, on Israel va empatar a 0. Sahar va sortir al terreny de joc al minut 69 i va disposar d'una bona ocasió per a marcar. Els triomfs d'aquest precoç jugador va continuar 4 dies més tard el partit classificatori entre Israel i Estònia, en què Sahar es va convertir també en el jugador més jove en fer un gol amb la selecció absoluta israeliana. A més ho va fer per partida doble, i ja acumula 2 gols en 3 internacionalitats.
Ben Sahar és considerat com el jugador en qui recauran gran part de les esperances d'Israel en molts anys, gran part d'aquesta responsabilitat la comparteix amb el seu company de selecció Toto Tamuz.